# 立川広己画伯個展・出展 令和2年 (2020年)
立川広己画伯個展・出展 令和2年 (2020年)とは、令和2年 (2020年) ～に、洋画家の立川広己が開催する個展、及び出展招待された絵画展・展示会、出展の総称である。

## 概要
洋画家の立川広己は、代表作群の一部『薔薇図』『華麗なる花々シリーズ（花シリーズ）』から、『花の作家』と評価されている。
また、半抽象画『JAZZシリーズ（ジャズシリーズ）』、古木を含めた国内外の風景画、人物画、その他様々な新作作品を発表。
専業画家であり続ける画家活動、作品発表方法の中心は、全国のデパートや画廊で開催される個展、
及び全国各地から出展招待され続ける絵画展への出展（『立川広己画伯個展』)である。
年間を通じて開催・招待される絵画展、展示会を含めた『立川広己画伯個展』は例年、相当な数の開催出展数にのぼる。
　それぞれの個展・絵画展・展示会（『立川広己画伯個展』）への出展作品は、様々な新作も含めて展開される。
『薔薇図』『華麗なる花々シリーズ（花シリーズ）』以外にも、人気の作品群を発表し続ける。
抽象画 『JAZZシリーズ』、古木、富士山やヨーロッパ風景等が描かれた国内外風景画、人物画、その他、以上の複合型絵画など、とモチーフが多彩である。
彼が自ら出席する個展会場においては作家自らの作品紹介を聴けたりする機会がある。
立川広己の会いに行ける洋画家、会いに行けるアーティストとしての側面を色濃く反映する場となる。
　『立川広己画伯個展』開催への美術芸術界における芸術性評価、人気、関心度から、
時折行われる開催中個展のもようのテレビ放映の他、新聞、雑誌取材、
特に、美術専門雑誌を中心として『立川広己画伯個展』開催が記事紹介されることが多い。

## 立川広己画伯個展・出展 令和2年 2020年

### 立川広己画伯個展・出展 令和2年 2020年 1月
- 2020年（令和2年） 1月
  - 1月15日（水）～1月21日（火）さいたま市浦和区、
伊勢丹浦和店、7階、美術画廊にて、個展、「立川広己展」。
本個展につき、美術専門雑誌「一枚の繪」2019年（令和元年） 12月・2020年（令和2年） 1月号、95頁～掲載。
    - 令和2年（2020年）1月15日（水）～1月21日（火）個展、立川広己油絵展への出展作品、
「石戸蒲さくら（埼玉県北本市）」F8、の作品写真と共に、同個展について記事紹介された。
    - 作家立川広己は、2020年（令和2年）1月15日（水）、1月18日（土）、1月19日（日）在廊（同雑誌同号上95頁）。[7][8]

### 立川広己画伯個展・出展 令和2年 2020年 2月
- 2020年（令和2年） 2月
  - 1月29日（水）～2月4日（火）愛知県名古屋市中区、
名古屋三越栄店 7階特選画廊 にて、「立川広己洋画展」開催。
    - 本「立川広己洋画展」開催詳細記事が、
「名古屋三越栄店2020年1月の美術催物」「名古屋三越栄店2020年2月の美術催物」案内、及び、
美術専門雑誌、生活の友社 「美術の窓」437号 2020年（令和2年）2月号、158頁 等に掲載される。[9][10][11]

## 立川広己画伯個展・出展作品 令和2年 2020年
「立川広己画伯個展」 令和2年 2020年 開催 への主な出展作品
- 華麗なる花々シリーズ（花シリーズ）
  - 石戸蒲さくら（埼玉県北本市）